# Unterer Berdjansk-Leuchtturm
Der Untere Berdjansk-Leuchtturm (ukrainisch Нижній Бердянський маяк Nyschnij Berdjanskyj majak) ist ein 1838 erbauter, 19 Meter hoher Leuchtturm an der Südspitze der Berdjansk-Nehrung (Бердянська коса) am Zugang der Berdjansk-Bucht (Бердянська затока) des Asowschen Meeres, etwa 17 km südlich des Stadtzentrums der ukrainischen Großstadt Berdjansk.

## Beschreibung

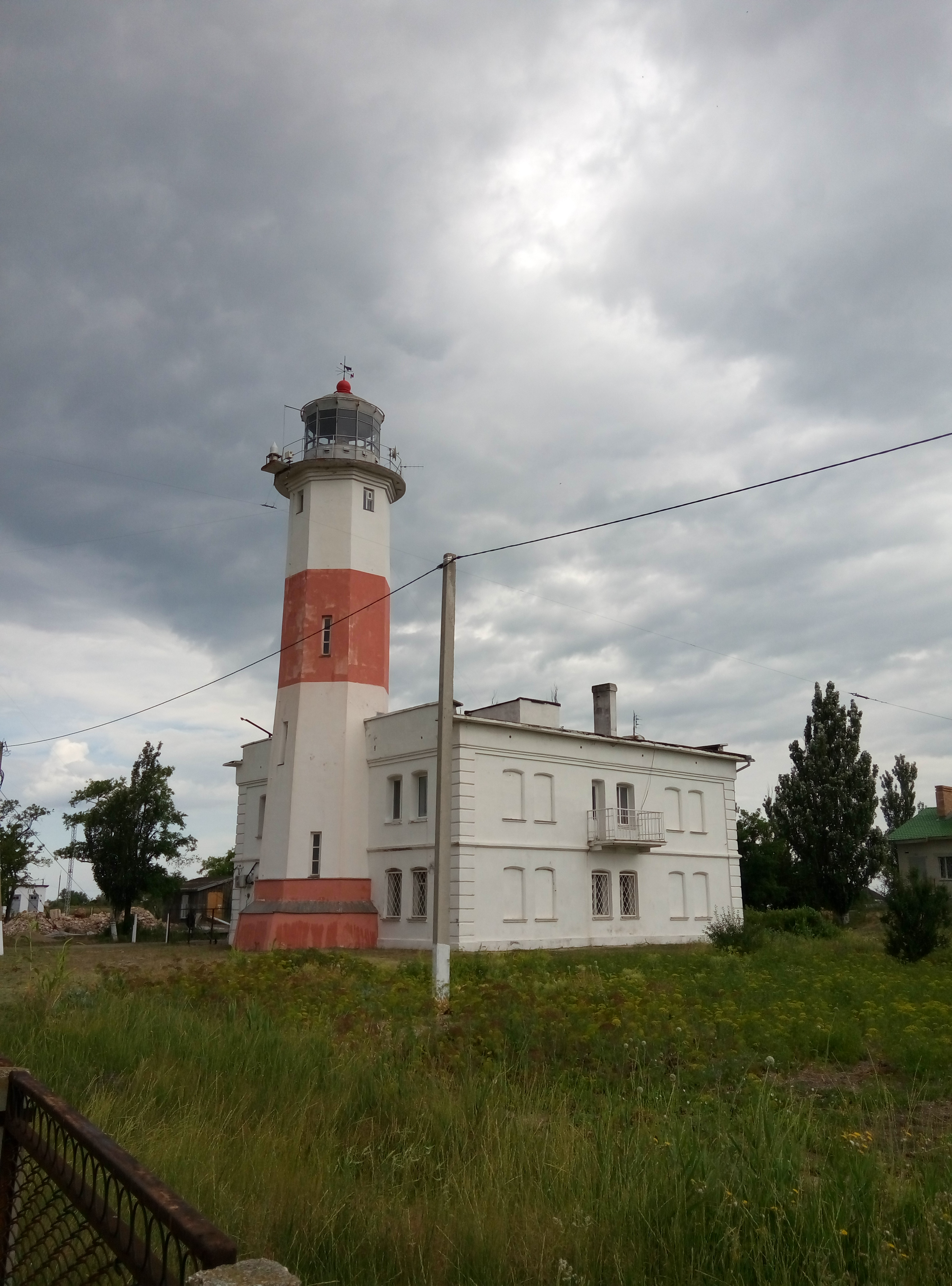
Nahansicht Leuchtturm

Der Baubeginn des fünfstöckigen Turms war am 22. April 1838, wenige Jahre nach Gründung der Hafenstadt Berdjansk. Am 3. September desselben Jahres wurde er in Betrieb genommen. Somit ist der Leuchtturm das älteste Gebäude von Berdjansk.

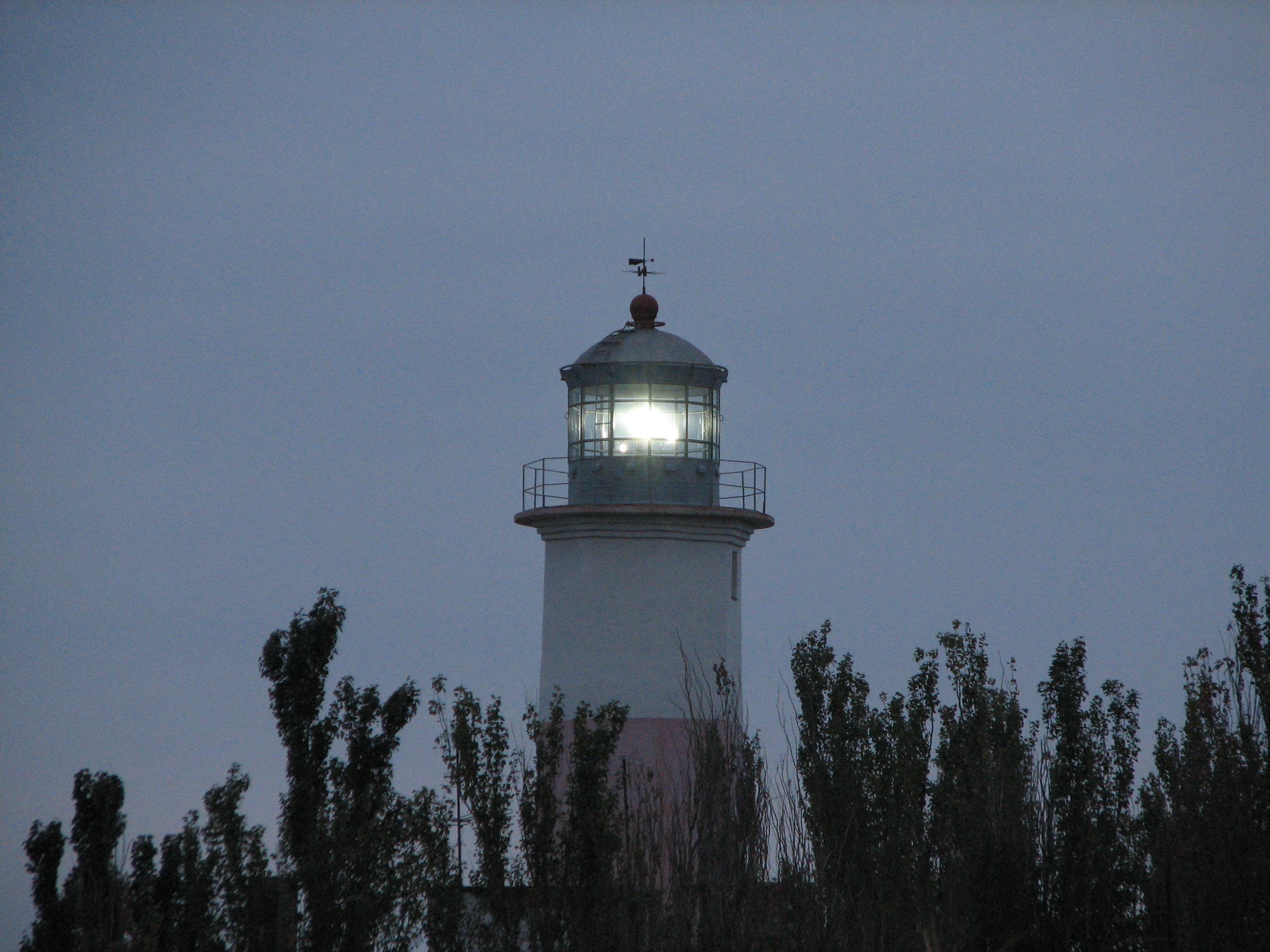
Leuchtturm bei Dämmerung

Das zunächst mit Kerosinlampen betriebene Leuchtfeuer wurde 1883 auf Elektrizität umgestellt und war damit, nach dem Leuchtturm von Odessa, der zweite elektrisch betriebene Leuchtturm im Russischen Kaiserreich und der 15. elektrische Leuchtturm der Welt.
Da die ersten Generatoren jedoch unzuverlässig waren, musste man wieder zu Petroleumlampen zurückkehren. Erst 1911 wurden der alte Dampfkessel und die Elektrogeneratoren durch neue, zuverlässigere und leistungsstärkere ersetzt und 1923 ersetzte man die permanente elektrische Beleuchtung. Von Anfang Oktober 1941 bis zum 17. September 1943 war die Nehrung von Berdjansk mit dem Leuchtturm von der Wehrmacht besetzt. Bei der Rückeroberung durch die Rote Armee wurde das Leuchtturmgebäude stark beschädigt und der Leuchtturm erst 1947 wieder in Betrieb genommen. 1956 wurde der Turm komplett umgebaut und zwei Jahre später ein Funkfeuer installiert. 20 Jahre später wurde der Leuchtturm modernisiert.

## Militärische Eroberung 2022
Seit dem 24. Februar 2022, dem ersten Tag des russischen Überfalls auf die Ukraine, erfolgte landesweit durch Russische Streitkräfte die Bombardierung und Invasion durch teilweise Besetzung ukrainischen Territoriums. Durch den völkerrechtswidrigen Überfall wurde auch das Gebiet Berdjansk annektiert und der Schiffsverkehr wurde unterbrochen.

## Philatelistische Würdigung
In philatelistischer Würdigung des Leuchtturms gab die Ukrainische Post mit Ausgabetag 30. Oktober 2009 in einem Block von 6 Leuchtturm-Postwertzeichen eine Briefmarke im Wert von 1.50 Hrywnja heraus. Nr. Block B 79:
(Nr. 1009). Die Ausgabe erfolgte in einer Auflage von 80 Tausend Stück.